# Straßenbahn Brăila
Die Straßenbahn Brăila ist das Straßenbahnsystem in der ostrumänischen Stadt Brăila, einer Kreisstadt mit etwa 180.000 Einwohnern am Donauufer.
Im Jahr 1886 wurde in Brăila eine Pferdebahn eröffnet. Seit dem Jahr 1900 besitzt Brăila eine elektrische Straßenbahn und gehörte damit neben Galați und Iași zu den ersten rumänischen Städten mit diesem Verkehrsmittel. Das Netz umfasst eine Streckenlänge von 20 Kilometern mit einer Spurweite von 1435 Millimetern (Normalspur).

## Linien
In Brăila verkehren im Jahr 2025 vier Straßenbahnlinien.
Die Linien 21 und 22 beginnen nördlich Innenstadt an der Nationalstraße 22 und folgen dieser südwärts. Am Rande der Innenstadt teilen sich die Linien auf und folgen unterschiedlichen Ringstraßen: Die Linie 21 befährt den Bulevardul Independenţei unweit der historischen Altstadt, während die Linie 22 den weiter außerhalb gelegenen Bulevardul Dorobanților bedient. Beide Linien treffen südlich der Innenstadt wieder aufeinander und enden im Stadtpark (Parc Monument). Beide Linien fahren auf renovierten Strecken und werden mit Niederflurwagen des Typs Astra Imperio bedient. 
Im Sommer 2025 wurde mit der Sanierung der weiterführenden Strecke vom Stadtpark in südwestlicher Richtung zum Betriebshof Radu Negru begonnen. 
Ab dem nördlichen Ende der Linien 21 und 22 führt die Strecke weiter in die Stadtteile Brăilița und Vidin, welche in einer großen Blockschleife erschlossen werden. Daran schließt wiederum die ca. 750 Meter lange Betriebsstrecke zum Depot Vidin an. Aufgrund des sehr schlechten Gleiszustands werden diese Abschnitte derzeit nur für Überführungsfahrten vom bzw. zum Betriebshof genutzt. 
Am Betriebshof Radu Negru beginnt die Überlandstrecke zum Salzsee (Lacu Sărat) und ins Industriekombinat Chiscani, welche bis zum See insgesamt stündlich durch die Linien 24 und 25 befahren wird. In den Sommermonaten werden zusätzliche Fahrten angeboten. Einige Fahrten verkehren als Linie 24 weiter ins Kombinat. Zwei aus Wien übernommene Gelenktriebwagen des Typs SGP E1 stehen für diese Einsätze zur Verfügung. Aufgrund des schlechten Zustands ist eine Sanierung der Strecke vorgesehen.
| Linie | Linienweg                                               | Länge  | Takt (tagsüber) | Fahrzeuge     |
| ----- | ------------------------------------------------------- | ------ | --------------- | ------------- |
| 21    | Pod Brăilița ↔ Bulevardul Independenţei ↔ Parc Monument | 5,0 km | alle 12 Minuten | Astra Imperio |
| 22    | Pod Brăilița ↔ Bulevardul Dorobanților ↔ Parc Monument  | 5,1 km | alle 12 Minuten | Astra Imperio |
| 24    | Radu Negru↔ Lacul Sarat↔ Combinat KM 10                 |        | 10/Tag          | SGP E1        |
| 25    | Radu Negru↔ Lacul Sarat                                 |        | 6/Tag           | SGP E1        |

Ab dem 8. Mai 2023 war der Straßenbahnbetrieb auf allen Strecken nördlich des Betriebshofs Radu Negru bei der Haltestelle Castanului aufgrund der Sanierung von mehreren Straßen vorübergehend eingestellt. Es verkehrten ausschließlich die Linien 24 und 25 südlich des Betriebshofes. Seit dem Frühjahr 2024 verkehren wieder zwei Straßenbahnen als Linie 22 zwischen Pod Brăilița und dem Gleisdreieck Catedrala südlich der Innenstadt. Am 16. November 2024 wurde die Linie 21 wieder in Betrieb genommen sowie beide Linien zur Schleife Parc Monument verlängert.  

## Fahrzeuge

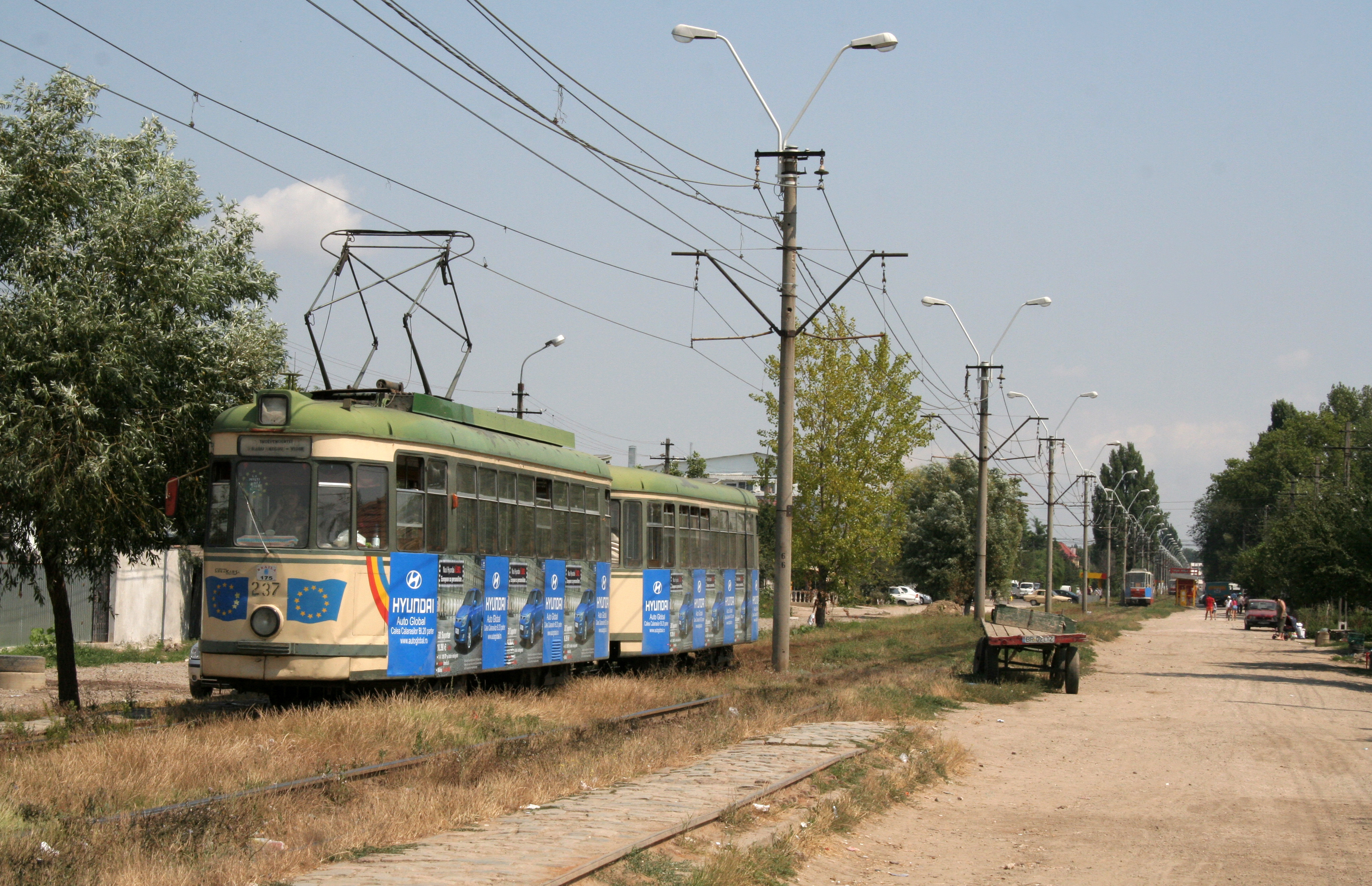
Triebwagen 237 aus Nürnberg mit Beiwagen 1567 im Jahr 2008

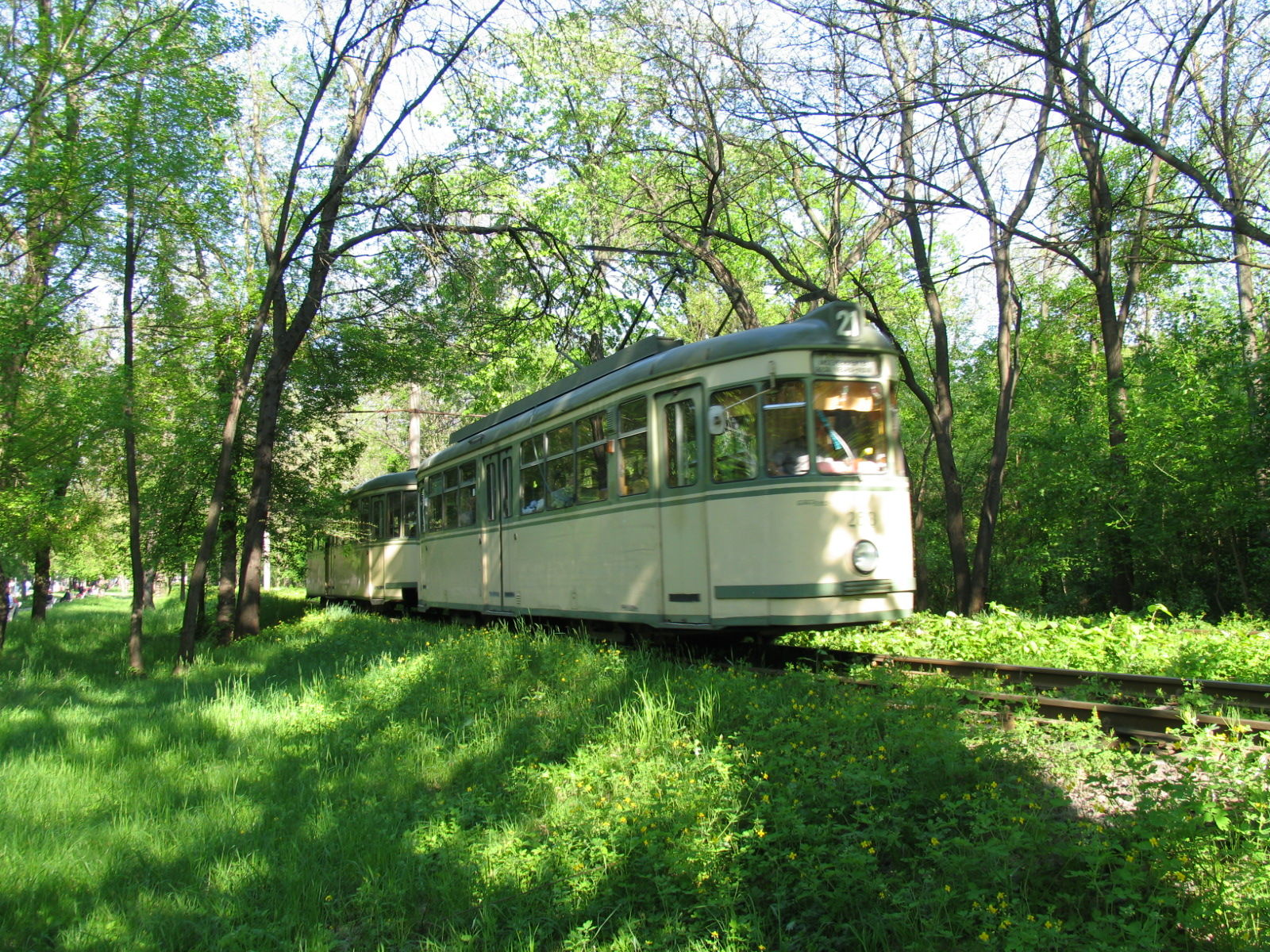
Triebwagen 268 und Beiwagen 1579 aus Nürnberg im Jahr 2005 auf Linie 21

In der Zeit vor der rumänischen Revolution verkehrten in Brăila vor allem Wagen des Typs Timiș 2, von denen 58 Züge aus Triebwagen und Beiwagen in mehreren Serien zwischen 1975 und 1990 von Electrometal (Eltim) in Timișoara für Brăila produziert wurden. Seit August 2005 sind diese Wagen nicht mehr im Einsatz.
Im Jahr 1978 erhielt Brăila vom tschechoslowakischen Hersteller ČKD Tatra zehn Wagen des Typs T4R, die ursprünglich für die Straßenbahn in der Nachbarstadt Galați vorgesehen waren. Sie standen bis in die 2000er-Jahre im Einsatz.
In den späten 1980er Jahren wurde der Fahrzeugpark durch von der Hauptwerkstatt der Straßenbahn Bukarest hergestellte Gelenktriebwagen der Typen V3A erweitert. Durch die Entnahme des Mittelteils wurden im Jahr 2000 alle Wagen zum Typ V2A zurückgebaut. Gegen 2010 wurden die letzten V2A verschrottet.
Die ersten westeuropäischen Gebrauchtfahrzeuge kamen im Jahr 1997 von der Straßenbahn Nürnberg nach Brăila. Die Lieferung umfasste 10 Trieb- sowie 15 Beiwagen des Typs T4/B4, die zwischen 1958 und 1960 von MAN gebaut wurden. Von diesen wurde einer zu einem Arbeitswagen umgebaut, die übrigen Züge wurden inzwischen abgestellt.
1997 und 1998 folgten 20 Tatra-Triebwagen des Typs KT4D von der Straßenbahn Berlin, hergestellt zwischen 1977 und 1979. Im Sommer 2020 war nur noch ein Wagen im Einsatz.
Die nächste Tranche von zehn Gebrauchtfahrzeugen kam im Jahr 2005 aus den Niederlanden, von der Straßenbahn Rotterdam. Von den ursprünglich zehn Gelenkwagen aus dem Jahr 1968 waren 2022 noch zwei im Einsatz.

Die ersten österreichischen Wagen kamen von Oktober 2008 bis Mai 2009 von der Straßenbahn Wien nach Brăila. Dabei handelte es sich um Wagen des Typs E1. Diese Lizenzbauten der Düwag-Gelenkwagen wurden von 1966 bis 1968 von Simmering-Graz-Pauker gebaut. 2016 folgten weitere neun Fahrzeuge der Straßenbahn Graz (Typen 260 – ebenfalls ein Düwag-Lizenzbau – und 580, bei letzteren handelt es sich um einen 260er, der mit einem ehemals Wuppertaler Mittelteil verlängert wurde).

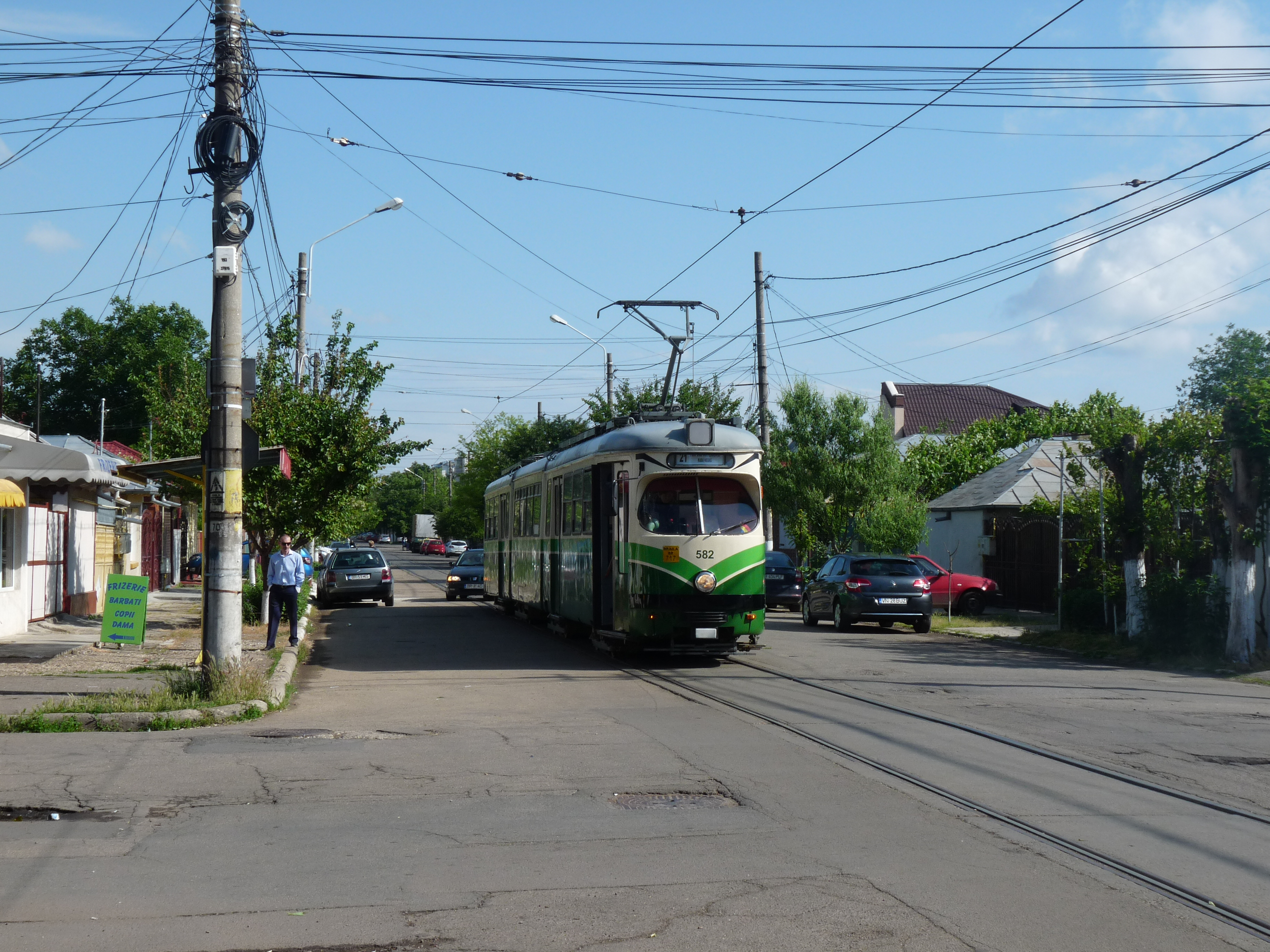
Ehemaliger Grazer Straßenbahnwagen auf Linie 21

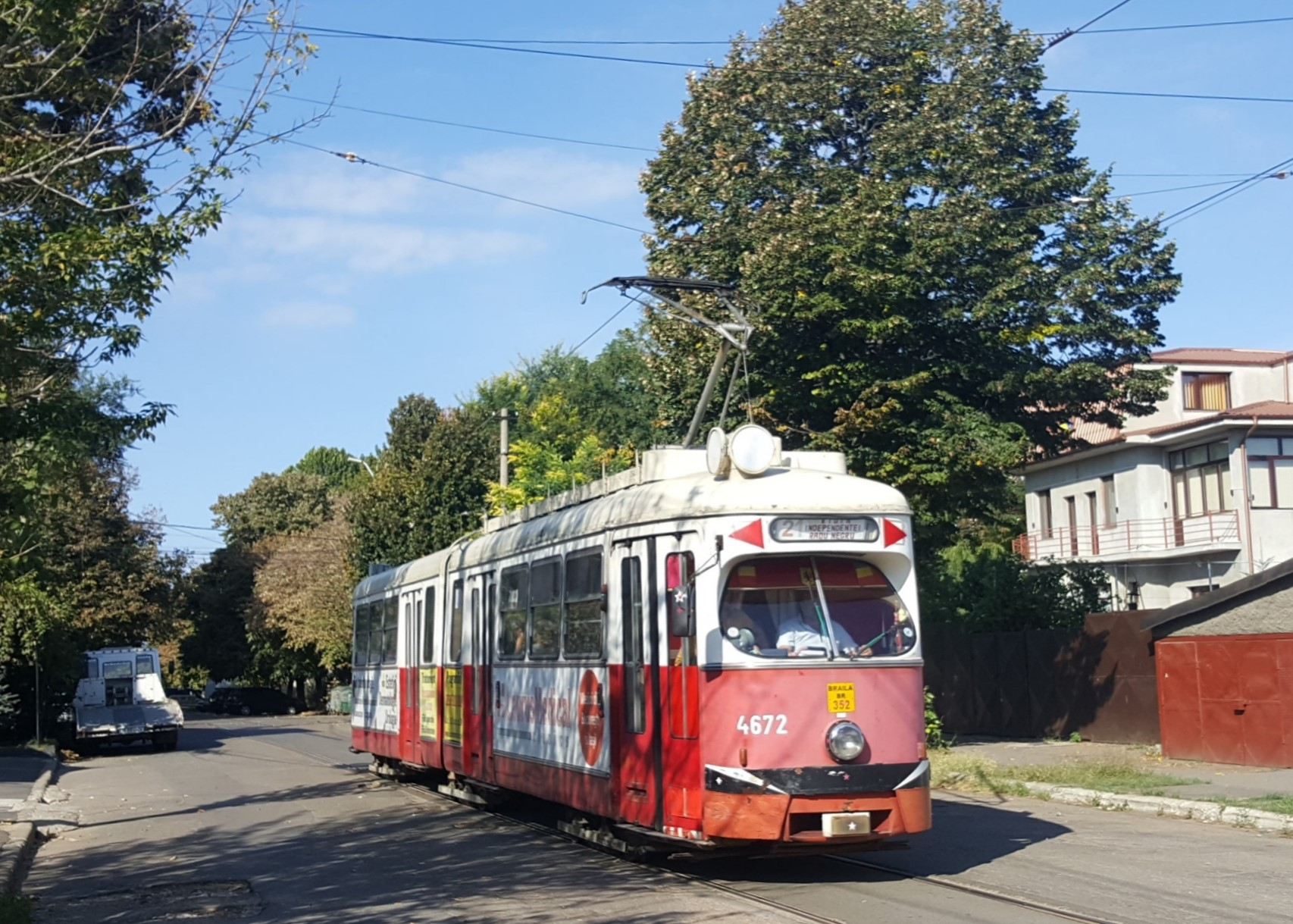
Ehemaliger Wiener Straßenbahnwagen auf Linie 21

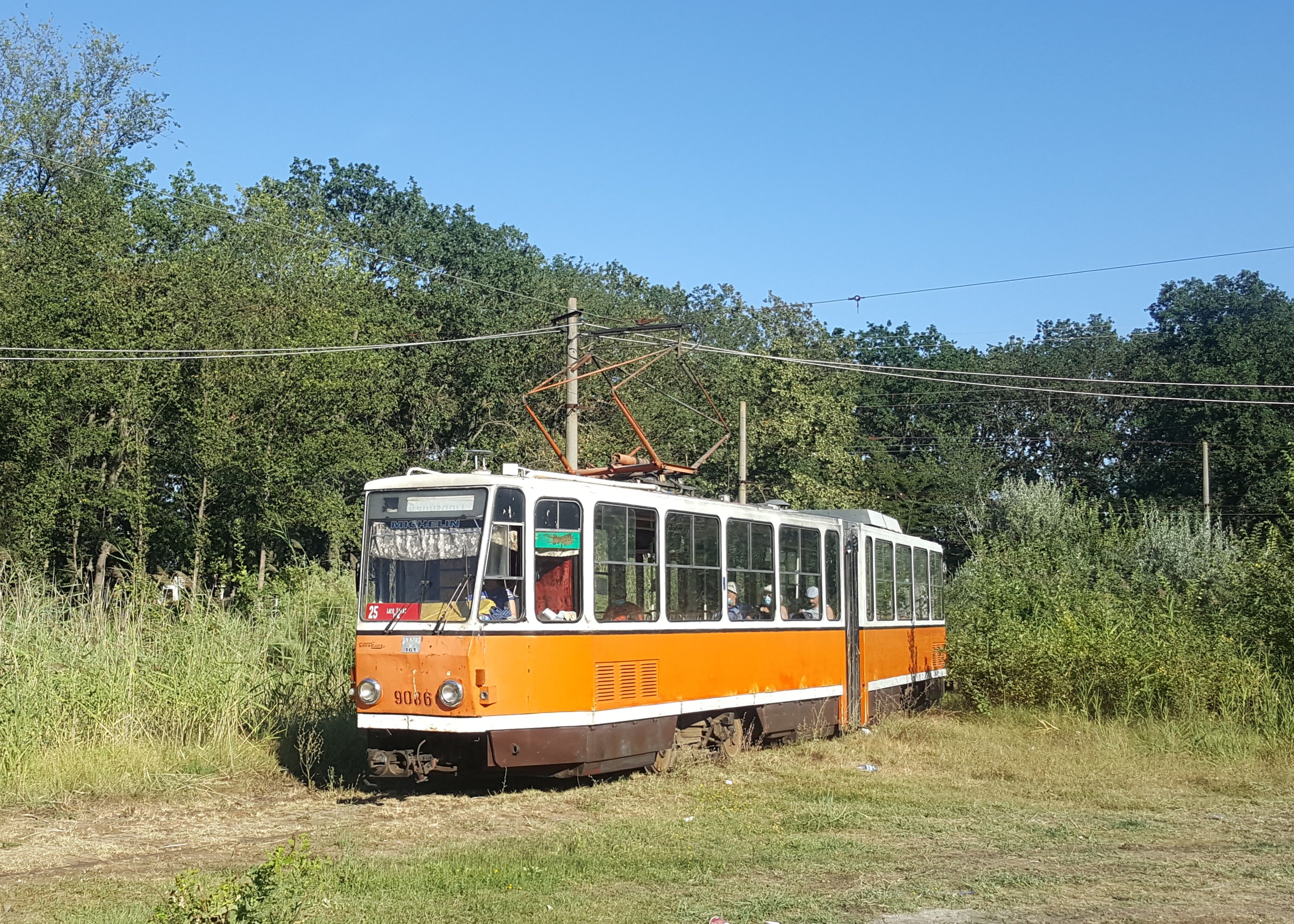
Ehemaliger Berliner Straßenbahnwagen auf Linie 25

2023 wurden 10 Niederflurwagen des Typs Astra Imperio bestellt, welche bis Ende 2024 ausgeliefert waren. Sie ersetzten die gebrauchten Fahrzeuge auf den Innenstadtlinien 21 und 22. Die Fahrzeuge wurden auf die Namen berühmter Persönlichkeiten aus Brăila getauft. 
| Bild | Typ                          | In Betrieb        | Ursprüngliche Anzahl | Davon in Betrieb (2025) |
| ---- | ---------------------------- | ----------------- | -------------------- | ----------------------- |
|      | ITB Vo56                     |                   | 20                   | 0                       |
|      | Timiș 2                      | 1975–2005         | 58                   | 0                       |
|      | Tatra T4R                    | 1978–2000er Jahre | 10                   | 0                       |
|      | MAN T4/B4 (ex Nürnberg)      | 1997–2015         | 10 Tw, 15 Bw         | 1 Tw (Arbeitswagen)     |
|      | Tatra KT4D (ex Berlin)       | seit 1997         | 20                   | 0                       |
|      | Werkspoor GT8 (ex Rotterdam) | seit 2005         | 10                   | 0                       |
|      | SGP E1 (ex Wien)             | seit 2008         | 14                   | 2                       |
|      | Lohner GT6 (ex Graz)         | seit 2016         | 6                    | 0                       |
|      | Lohner GT8 (ex Graz)         | seit 2016         | 3                    | 0                       |
|      | Astra Imperio                | seit 2024         | 10                   | 10                      |